# Thomas Mullins (1er baron Ventry)
Pour les articles homonymes, voir Mullins.
Thomas Mullins, 1er baron Ventry (25 octobre 1736 - 11 janvier 1824) est un homme politique et pair anglo-irlandais.

## Biographie
Mullins est le fils de William Mullins et de Mary Rowan. Son arrière-grand-père s'installe dans le comté de Kerry en 1666, achetant des terres à Burnham, près de Dingle, et est membre de la Chambre des communes irlandaise. Mullins fait ses études au Trinity College de Dublin et obtient son diplôme en 1754.
Il est haut shérif du Kerry en 1759, et en 1760 est nommé membre du Conseil privé d'Irlande. En 1790, il construit une nouvelle demeure seigneuriale pour sa famille surplombant le port de Dingle, appelée Burnham Manor. Le 18 juin 1793, plus de 4 000 personnes défilent à Dingle pour protester contre les loyers élevés et la création d'une milice locale. Mullins, qui assume la responsabilité de la ville au nom de la Couronne, fait venir 70 soldats de Limerick pour disperser la manifestation. L'émeute est réprimée lorsque les soldats reçoivent l'ordre de tirer sur la foule, et 14 fermiers sont tués et de nombreux autres sont blessés .
En 1795, Mullins achète Castle Conway à son parent, Harman Blennerhassett. Le 7 décembre 1797, il est créé baronnet, de Burnham dans le comté de Kerry, dans le baronnetage d'Irlande. Le 31 juillet 1800, il est créé baron Ventry de Burnham, dans la pairie d'Irlande. Cela est dû en grande partie à l'aide que lui et son fils William apportent à Lord Castlereagh pour obtenir l'adoption de l'Irish Act of Union de 1800. Mullins meurt en 1824 et est remplacé par son fils aîné, William Townsend Mullins, 2e baron Ventry.
Le 7 octobre 1755, Mullins épouse Elizabeth Gunn. Ils ont douze enfants, :
- Theodora Mullins, épouse Edward Bruce, de Kilroot, en 1772
- Elizabeth Mullins, épouse Richard Blennerhasset en juin 1780
- Arabella Mullins (d. décembre 1821), épouse Richard McGillycuddy of the Reeks en février 1780, sans enfant
- Charlotte Mullins (décédée le 29 avril 1816), épouse Richard Pierse Mahoney le 2 mai 1792
- Catharine Mullins, épouse James Hozier le 28 décembre 1784
- William Mullins (2e baron Ventry) (en) (1761-1827)
- Townshend Mullins (19 mars 1763 - 1799), épouse Christabella Dayrolles et a un fils, Thomas de Moleyns (3e baron Ventry)
- Thomas Mullins (mort en 1823)
- Richard Mullins (1766-1850), épouse Miss Gray et a des enfants
- Helena Jane Mullins (1773-1846), épouse Arthur Blennerhasset, fils de Rowland Blennerhassett, 1er baronnet, en septembre 1799
- Edward Mullins (1777-1841), épouse Elizabeth Hillyard en 1805 et a des enfants
- Frederick Mullins (1778 - 30 décembre 1833), épouse Elizabeth Croker et a des enfants